# Roeterebia
De roeterebia (Erebia pluto) is een vlinder uit de onderfamilie Satyrinae van de familie Nymphalidae, de vossen, parelmoervlinders en weerschijnvlinders.
De roeterebia komt voor in de Alpen en in het midden van Italië. De vlinder vliegt op hoogtes van 1800 tot 3000 meter boven zeeniveau. De soort leeft op puinhellingen en morenen.
De roeterebia vliegt in een jaarlijkse generatie in juli en augustus. De vlinder heeft een spanwijdte van 44 tot 50 millimeter, de vleugels zijn overwegend donkerbruin. Het vrouwtje zet de eitjes of op meestal lichtgekleurde stenen. De rupsen moeten zelf de waardplanten zoeken, grassen zoals Festuca halleri, Festuca quadriflora, Poa annua (straatgras) en Poa minor. De rupsen overwinteren twee of mogelijk drie jaar.